# Abbey Road w Londynie
Abbey Road – ulica w północno–zachodniej części Londynu (NW8) na terenie gmin London Borough of Camden oraz City of Westminster. Ulica ma długość 2,1 km, zaczyna się przy Quex Road i kończy przy Grove End Road. Na całej długości jest częścią drogi B507.
Przy Abbey Road znajduje się studio koncernu EMI Abbey Road Studios, gdzie nagrywały między innymi takie zespoły jak The Beatles, Pink Floyd czy U2.
Obok studia znajduje się przejście dla pieszych, gdzie rankiem 8 sierpnia 1969 roku fotograf Iain MacMillan zrobił członkom zespołu The Beatles kilka fotografii (około ośmiu). Fotografujący MacMillan stał na drabinie, a ruch na ulicy został zatrzymany na 15 minut przez policjanta. Jedno ze zdjęć, na którym (w kolejności od prawej)  John Lennon, Ringo Starr, Paul McCartney i George Harrison przechodzą przez pasy, umieszczono na okładce albumu Abbey Road.
Oryginalne przejście dla pieszych, na którym sfotografowano Beatelsów, zostało przesunięte o kilka metrów, nie zachowały się dokładne informacje kiedy dokonano zmiany ani gdzie znajdowała się oryginalna „zebra”. W 2010 roku przejście dla pieszych zostało wpisane na listę Zabytków Wielkiej Brytanii przez English Heritage.
Przy ulicy zainstalowana jest kamera internetowa, dzięki której można śledzić, co dzieje się na przejściu, a przy tym zaobserwować osoby, które ustawiają się w charakterystycznych, znanych z okładki pozycjach i robią zdjęcia.

## Galeria

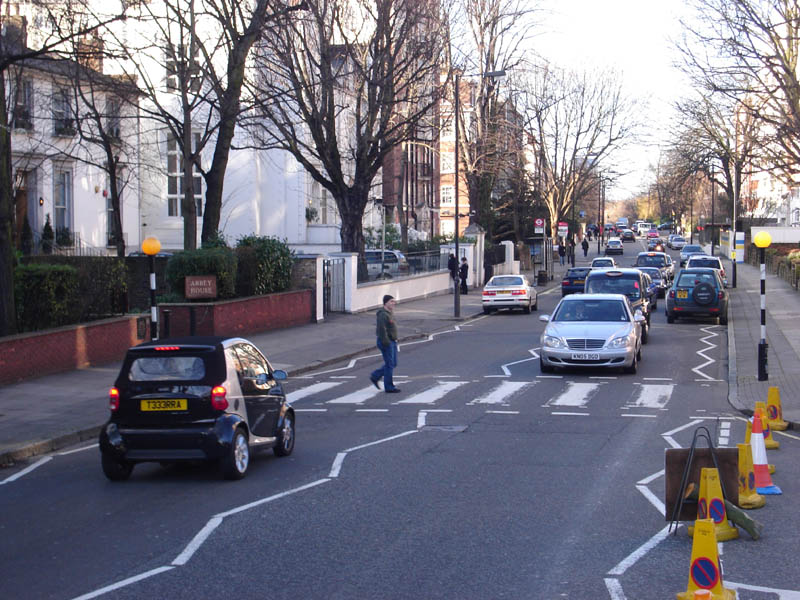
Przejście dla pieszych przez Abbey Road (2007)
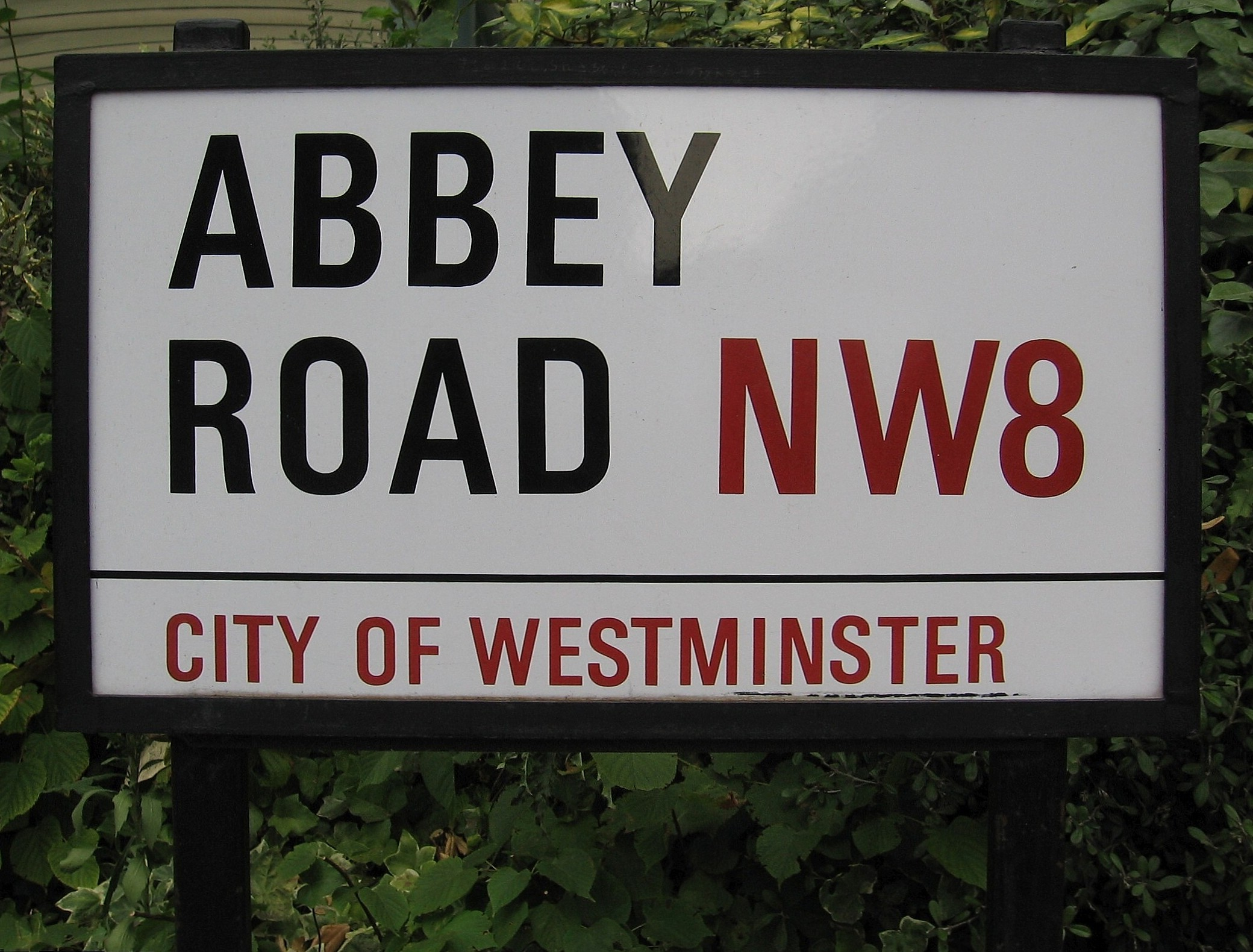
Tablica z nazwą ulicy dla kierowców, umieszczona na poziomie chodnika dla pieszych
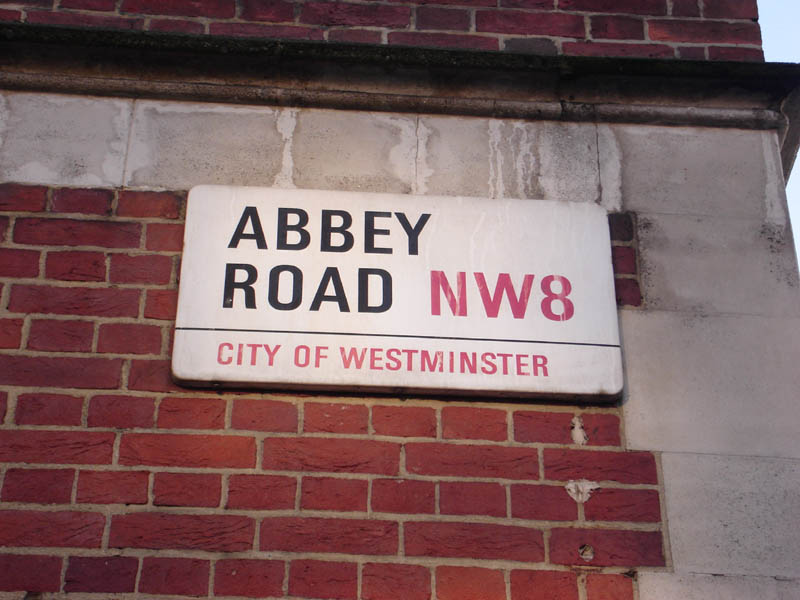
Tabliczka Abbey Road na ścianie budynku
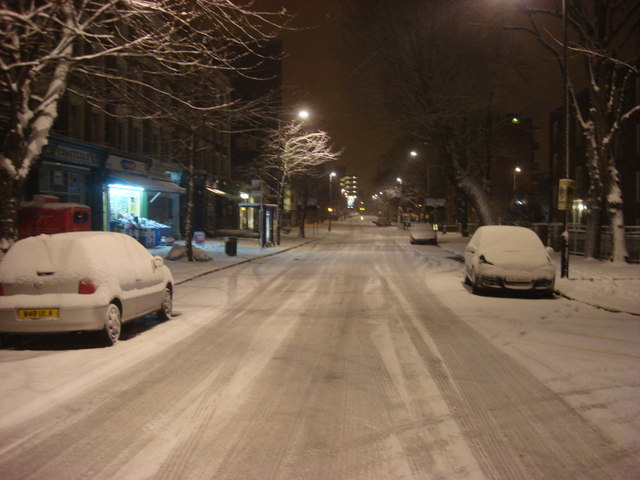
Ulica zimą przed posypaniem piaskiem przez służby miejskie
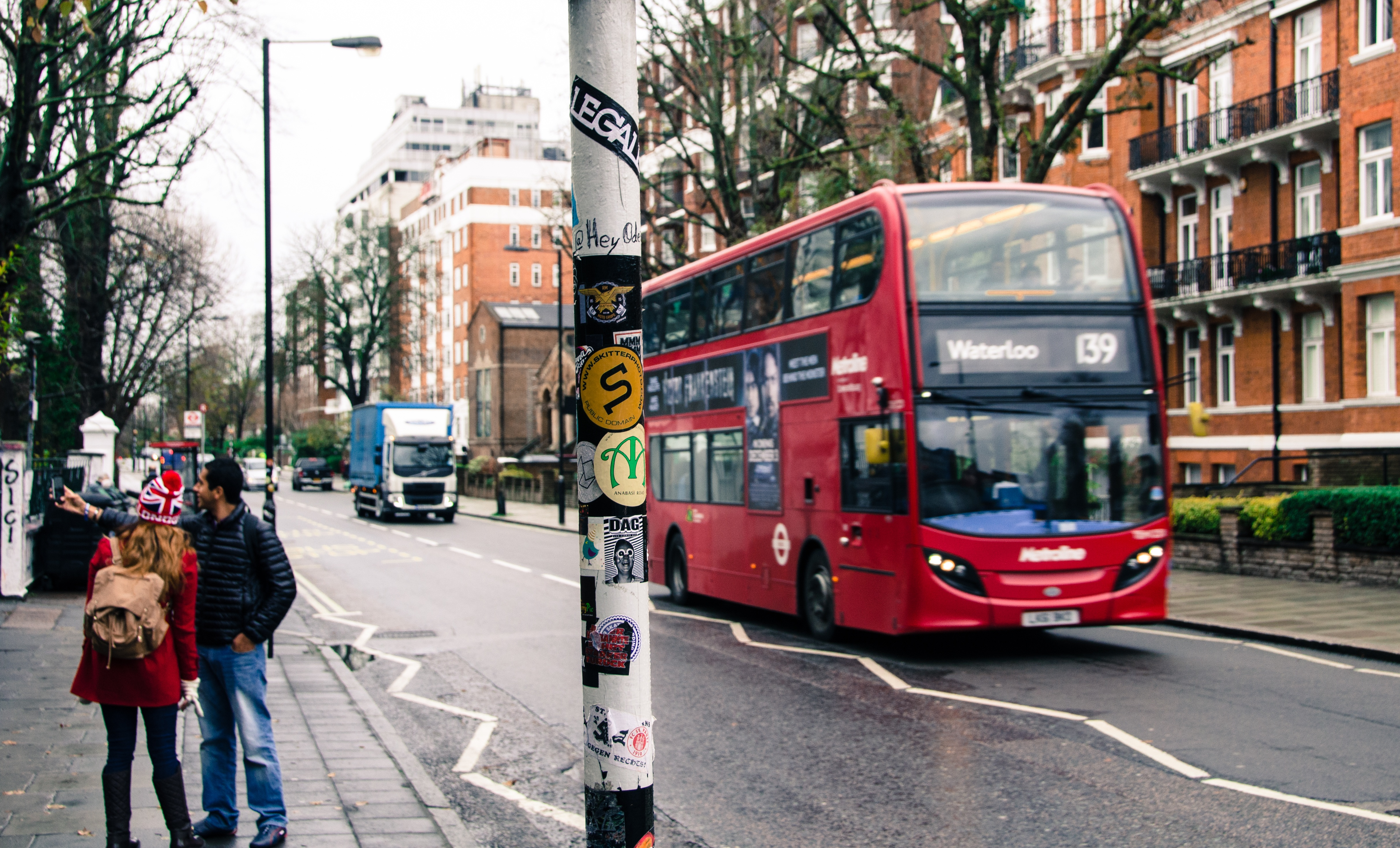
Piętrowy autobus komunikacji miejskiej na Abbey Road
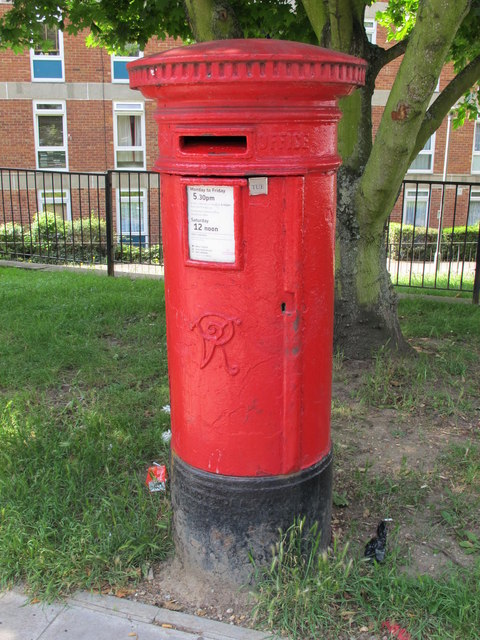
Skrzynka pocztowa przy Abbey Road z czasów królowej Wiktorii
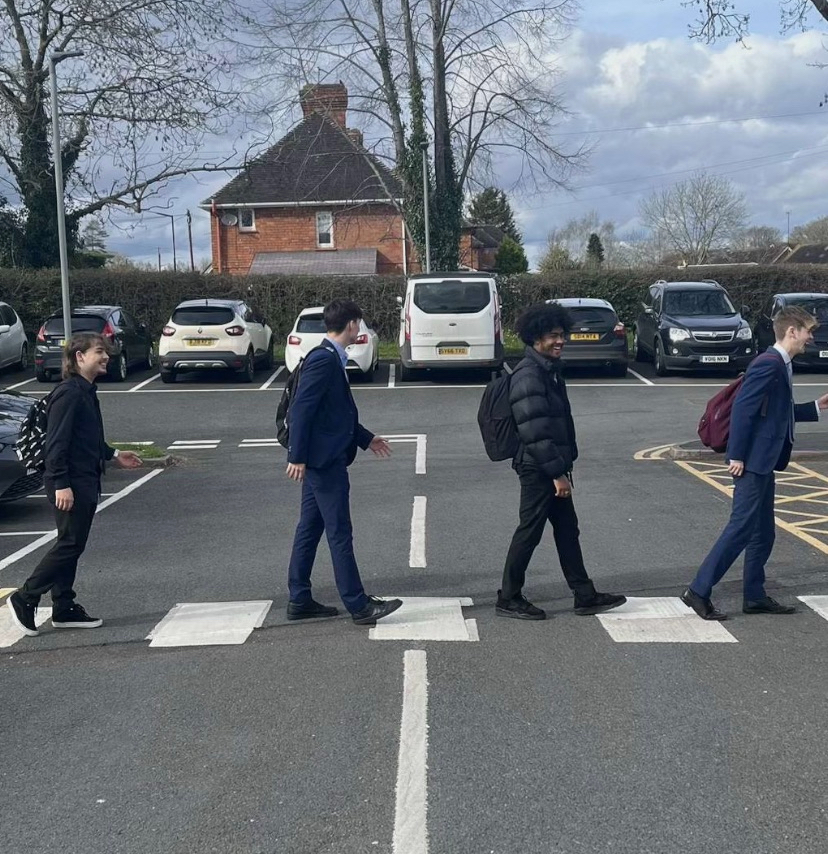
Scena z okładki płyty grupy the Beatles powtarzana bywa na innych ulicach